# Hanomag-Henschel

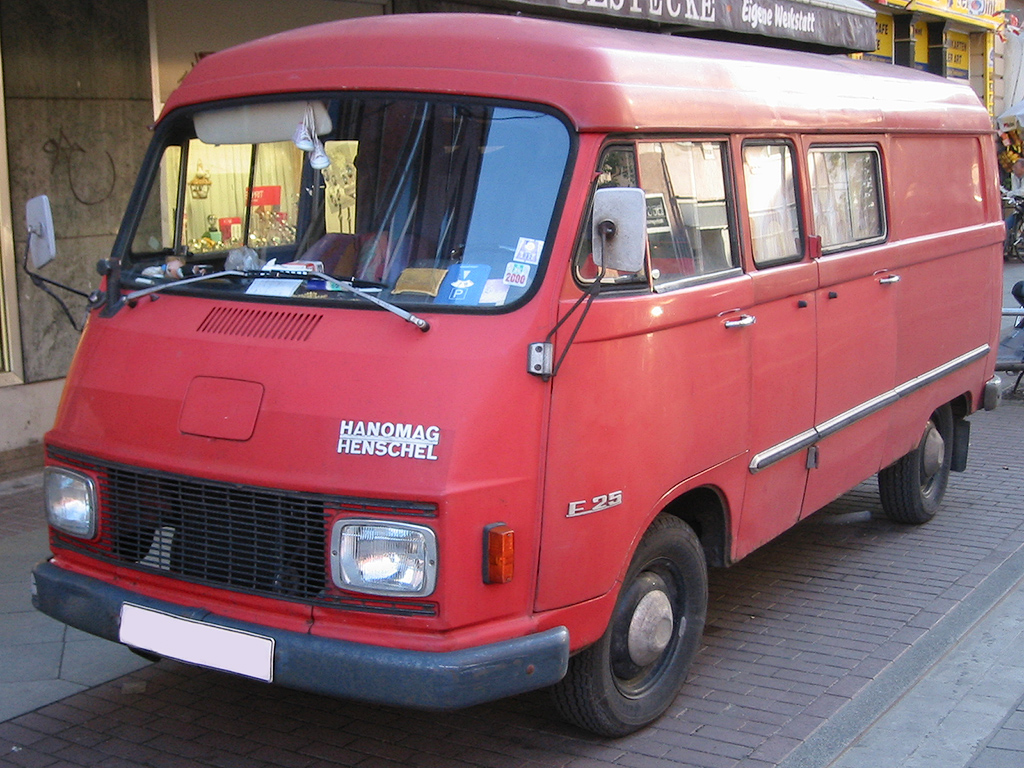
Modellen Harburger Transporter är även vanlig under namnet Mercedes-Benz.

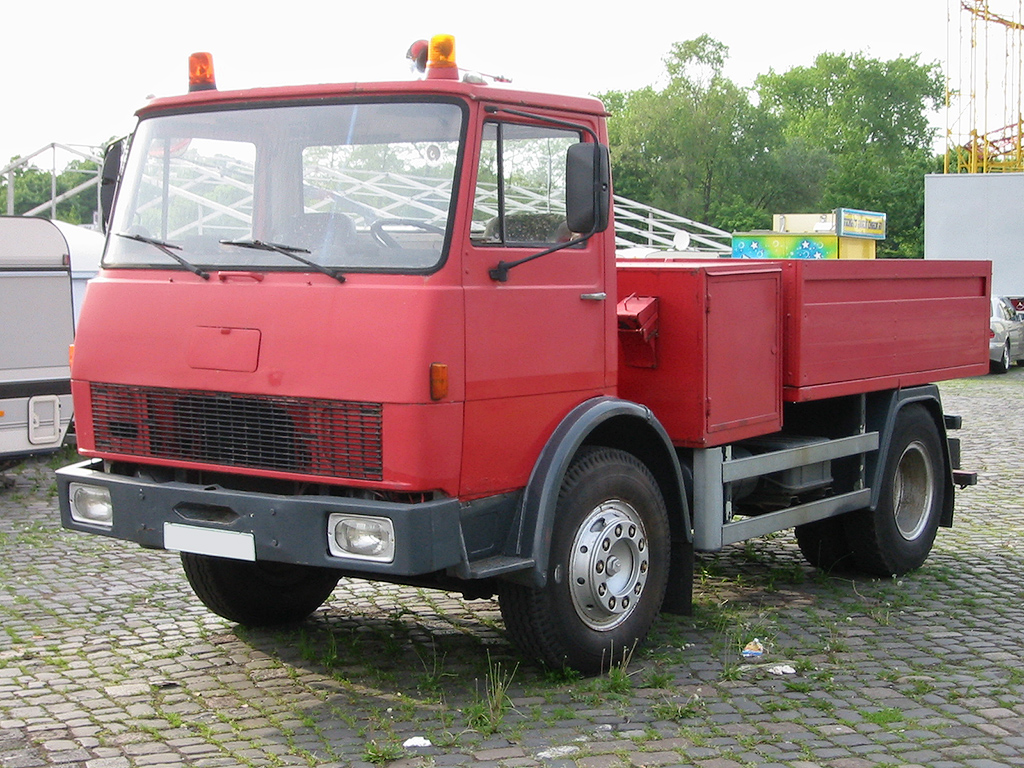
Henschel

Hanomag-Henschel var en tysk lastbilstillverkare verksam 1969-1974. Hanomag-Henschel bildades 1969 när Hanomag och Henschel slog samman sin tillverkning av nyttofordon. Daimler-Benz tog över företaget varpå man 1974 lade ner Hanomag-Henschel som eget märke. Modellerna såldes vidare under namnet Mercedes-Benz. 